# Calais

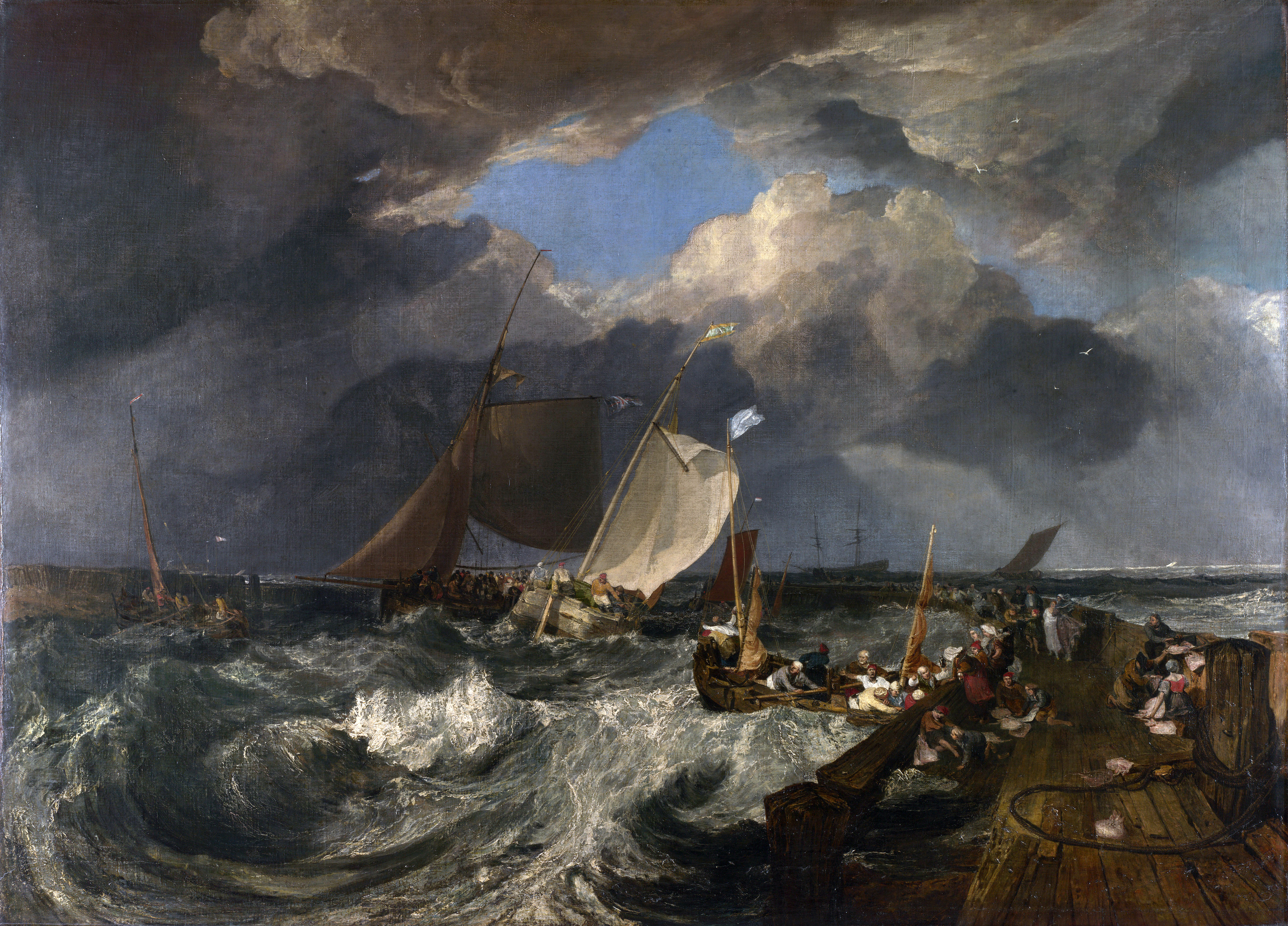
J.M.W. Turner: Calais Pier

Calais ou Calêsio (francês: [kalɛ] (escutarⓘ)) é uma cidade do norte da França localizada no departamento de Pas-de-Calais.
A população da cidade no censo de 1999 era de 77 333 habitantes na cidade e 125 584 habitantes na área metropolitana.
Calais está localizada no Estreito de Dover, no ponto mais estreito do Canal da Mancha com apenas 34 km de largura, sendo a cidade francesa mais próxima da Inglaterra.
A parte velha da cidade, Calais-Nord, está situada em uma ilha artificial rodeada por canais e portos. A parte moderna da cidade, St-Pierre, fica na parte sul e sudeste da cidade.
A origem da cidade é obscura. Ela foi fundada como uma vila de pescadores antes do século X.
No ano 997, o povoado foi remodelado pelo Conde de Flandres e mais tarde, em 1224, fortificado pelo Conde de Bolonha.
O povoado rendeu-se a Eduardo III de Inglaterra em 1347, após o longo cerco (devido à fome). O povoado foi recuperado aos Ingleses a partir de 1558. Foi ocupado pelos espanhóis entre 1596 e 1598, sendo restituído à França pelo Tratado de Versalhes.
As circunstâncias dramáticas são comemoradas pela famosa estátua de bronze dos "Seis Cidadãos de Calais", no exterior da Câmara Municipal.